# قدرت (منطق ریاضی)
قدرت نسبی دو سیستم منطق را می‌توان از طریق نظریۀ مدل تعریف کرد. به‌طور خاص، یک منطق {\displaystyle \alpha } به اندازه یک منطق {\displaystyle \beta } قوی گفته می‌شود اگر هر کلاس ابتدایی در {\displaystyle \beta } یک کلاس ابتدایی در {\displaystyle \alpha } باشد.